# Annigeri
Annigeri is een dorp in het district Dharwad van de Indiase staat Karnataka. 

## Demografie
Volgens de Indiase volkstelling van 2001 wonen er 25.709 mensen in Annigeri, waarvan 51% mannelijk en 49% vrouwelijk is. De plaats heeft een alfabetiseringsgraad van 55%. 